# Filostachys drobnolistny
Filostachys drobnolistny (Phyllostachys parvifolia C.D.Chu & H.Y.Zou) – gatunek bambusa z rodziny wiechlinowatych (traw). Naturalnie występuje w prowincjach Anhui i Zhejiang w Chinach. Uprawiany w Europie od lat 90. XX wieku jako roślina ozdobna, polecany także do uprawy w warunkach klimatycznych Polski.

## Morfologia
Pędy początkowo ciemnozielone, jaśniejące wraz z upływem czasu, stosunkowo grube z białym pierścieniem pod węzłami. Gałązki krótkie, gęsto pokryte drobnymi liśćmi. Długość liści 4–6 cm, przy szerokości około 1 cm. Na naturalnych stanowiskach osiąga wysokość 8–12 m, przy średnicy pędów 5–8 cm.